# 繆沅 (崇禎進士)
繆沅（？—？），號㕄陽，浙江杭州府錢塘縣籍山阴县人，明末清初政治人物。

## 生平
崇禎三年（1630年）庚午科浙江鄉試第三十五名舉人，崇禎十年（1637年）丁丑科會試一百三十八名，三甲二十六名進士。礼部觀政，本年六月授四川内江知县，十五年升工部虞衡司主事。

## 家族
曾祖繆天福，祖父繆延年，父繆如玉，冠带儒士。